# あず希
あず希（あずき、1996年12月5日 - ）は、日本のAV女優、漫画家、元コスプレイヤー。LINX所属。千葉県出身。

## 略歴・人物
2016年5月にデビューした小柄で巨乳のロリ系AV女優。所属事務所はファイブプロモーション。
趣味はコスプレ（美少女系）。AVデビュー前はコスプレイヤー「こむぎ」として活動していた。
2016年6月18日に開催されたAV女優によるアイドルグループ「マシュマロ3d+」のライブで、同グループの研究生となる「マシュマロ3d+ teamメレンゲ」が誕生し、聖菜アリサと共にそのメンバーとなったことが発表され、当日のライブでオープニングアクトを務めた。
2016年6月25日の自身のTwitterで、カプセルエージェンシーに所属事務所を移籍したことを報告。
2016年9月1日よりLINX所属となった。
体調不良により、2018年4月2日をもってアイドルグループ「マシュマロ3d+」を脱退した。その後、2018年4月15日からは無期限の休養中。

## 作品

### アダルトDVD
2016年
- 某同人DLサイトで超大人気 143cm Eカップ 本物コスプレイヤーAV解禁。（5月1日、ミニマム）
- 輪姦。 誰にも言えない撮影会。 143cm Eカップ あず希（6月1日、ミニマム）
- 田舎合宿所 陸上部女子校生をレ○プ さすがの体育会系、中出しレ○プだけでは全然元気なので、おまけにマシンバイブで膣痙攣!（7月7日、サディスティックヴィレッジ）※「斉藤希茉」名義
- 「制服撮影だけ!」って話だったのに裸撮るって聞いてないし!! 「ち●こ舐めて」とか「挿れていい?」とかマジうざい!ってか絶対無理!!（7月8日、BAZOOKA）
- 水着素人ガチ軟派4時間スペシャル!!（7月8日、S級素人）※「AZUKI」名義
- 学校の帰りにエロプリしているJ○にガチ交渉! スケベな事しか考えていないならエッチな事させてください! 5（7月8日、DOC）※「なつき」名義
- 勤務歴3年以内の保母さん限定 マジックミラーの向こう側には先輩保育士! 先輩の目の前で保育園人気No.1のキュートな保母さん&同僚クンが2人っきりでこっそりHなゲームにチャレンジ! エプロンをまくりあげて、初めての素股してたら、いつの間にかマ○コはヌレヌレ! 同僚クンのビンビンチ○ポに保母さん発情!? お金のためならどこまで出来るの!? SEX出来れば即賞金!!（7月8日、DOC）
- ヘルメットディルドぶっさしオナニー 〜腰ガックガク!変態過ぎる自分の行為に頭ん中まっ白
- こすりつけオナニーでイっちゃった妹に素股をさせたら濡れ過ぎマ○コにツルっと挿入!（7月21日、ナチュラルハイ）
- 羞恥! 問題児矯正 全裸体力測定競技会（7月21日、サディスティックヴィレッジ）
- ミニロリパイパンコスプレイヤー 初ゴックン&本物生中出し 衝撃W解禁（7月25日、ダスッ!）
- まんハメ検証隊 都内だけでも年間70回以上開催される様々なフェス!! その会場でナンパすれば普段手が出ないAランク女子も酒で浮かれた勢いで喰える!? File.05（8月5日、プレステージ）
- パンツ内大量射精痴漢 女子校生Ver.（8月7日、アパッチ）
- 親にも学校にも言えない、女子校生放課後限定バイト 10（8月12日、S級素人）
- 猛暑のある日、家のエアコンが壊れサウナ状態!! 暑さに耐えきれずムレムレなスカートの奥のパンツに扇風機を当てて気持ちよさそうにしている制服姿を見ていたら… 4（8月12日、DOC）
- 真性レイヤーのAV出演はアキバあるある(しかも巨乳)。（8月12日、バルタン）
- 143cmハイパーロリ妹 毎日発育まぢルンルンエロ御機嫌丸（8月12日、FIRST STAR）
- パイパン痴漢電車 JK姉妹のワレメ狩り（8月13日、MOODYZ）
- マジックミラー便 全員10代の未成年マ●コ! 大学合格に向けて勉強漬けの毎日を過ごす性欲の溜まった予備校生編 vol.02 普段は真面目な受験女子たちが久しぶりに見た勃起チ●ポで禁欲解放! 人生初のデカチンSEXに無我夢中でイキまくる!! in渋谷&世田谷（8月18日、ディープス）※「みなみ」名義
- 完全固定拘束レズビアン（8月19日、クリスタル映像）
- 小生意気なJKを犯しまくる（8月19日、キチックス）
- 完全主観で超ガン見されながらのセルフイラマチオ 〜無理やりではなく自ら喉奥に先っちょをぶつける女達、しかもずっとこっち見てる〜（8月19日、SEX Agent）
- すごい吸引力のキ○タマ絞りと手コキ噴射 〜究極の痴女達が精液製造所を飲み込む勢いで猛吸引〜（8月19日、SEX Agent）
- 【悲報】レポーターあず希がヌルヌル村に足を踏み入れてしまった件!!（8月26日、宇宙企画）
- 完全女体観察4時間スペシャル 3（8月26日、S級素人）
- ウブでまじめなメガネっ娘（9月1日、プラネットプラス）※「あずき」名義
- なかだしクルーズ（9月1日、プレステージ）※AV OPEN 2016 乙女部門 エントリー作品
- 田舎のお嬢様学校の女子校生をさらって生ハメ!射精直前に「お前より可愛い娘を今すぐ電話で呼ばないと中出しするぞ」と脅して友達を連れてこさせて結局全員にナマ中出し!スペシャル 2（9月1日、サディスティックヴィレッジ）※AV OPEN 2016 ハード部門 エントリー作品
- 「集団催眠でネコ耳メイドカフェ店員を専用ペットにしておかしくなるまでトランス交尾してやった…」（9月8日、SODクリエイト）
- 超真面目な後輩女子社員と出張先、まさかの相部屋に!! 緊張で眠れない僕とは逆に熟睡する後輩。だけど寝像が悪過ぎて胸やパンツが丸見え!そんなだらしない姿にソソられ思わず勃起!恐る恐る体を触ると寝たまま感じだして、チ○ポを入れても拒まない!寝ている間は普段とは別人の超エロ女に変貌する!!（9月8日、SOSORU×GARCON）
- ボクだけのご奉仕メイド（9月9日、クリスタル映像）
- 枯れ専! おじさまキラー 癒やしロリビッチ（9月9日、FIRST STAR）
- 女達を拘束して固定バイブでガックガクになるまで調教＆放置し、刺激でおかしくなり過ぎて敏感になった愛液ダダ漏れビックビクの痙攣マ○コ奴隷たち（9月19日、ROOKIE）
- 純粋無垢 黒髪精子まみれ お汁っ娘ずぶ濡れビアン あず希（9月19日、キチックス）
- ムチムチした体操着の少女をねぶりつくす（9月19日、ラマコス）
- 父・祖父のすぐ側でイタズラされても抵抗出来ない男湯ギリギリOK娘 2（9月23日、DOC）
- 農業体験に来た少女たちに悪戯を繰り返す農夫のわいせつ投稿映像（9月23日、I.B.WORKS）
- コスプレ女子の見せつけ自己陶酔オナニー（9月25日、アロマ企画）
- 女子校生の白綿ぱんつコレクション（9月25日、アロマ企画）
- ヤリ部屋に連れ込まれた天使 あずき（9月25日、オーロラプロジェクト）
- ナンパJAPAN検証企画!! 双子コーデしてる女の子って本当に仲良いの?? 本当にお互いのこと知ってるか試してみませんか? 答えがピッタリ合えば賞金ゲット!! もし正解率50％切ったら… 親友と一緒に超恥ずかしい逆3Pしてもらいます!!（9月25日、ナンパJAPAN）
- パパやママには言えないエッチな私（10月1日、S-Cute）
- にやにやパンチラで挑発してくる僕の妹。 コスプレイヤー・あず希（10月7日、DIY）
- 当然、勝手にAV化! イケメンの友達がほろ酔い状態の女の子を僕の部屋に連れて来た!女に無縁の僕にはそれだけで大興奮なのに超過激でHな王様ゲームが始まっちゃって… 女子校生編（10月7日、お夜食カンパニー）
- 転載禁止。（10月7日、クンカ）※「みずき」名義
- ワタシ、変なんですぅ〜 どうしたらいいでしょうか? 股間ビショ濡れJK FILE01（10月13日、EROTICA）
- 挑発するチア娘。（10月13日、アロマ企画）
- 人形あそび（10月13日、HERO）※「あずき」名義
- もう無垢な私には戻れない。 ちょっぴり大人なエッチ体験（10月13日、S-Cute）
- きのうから近所のおじさんに縛られています。（10月14日、宇宙企画）
- 言いなり姦 〜弱みを握られ凌辱された人妻達〜（10月14日、BAZOOKA）
- 有名同人コスプレイヤー個撮でナマ中出し あず希19歳（10月19日、チキチキクロエ/妄想族）
- 柔道教室少女わいせつ記録映像（10月28日、I.B.WORKS）
- あず希ちゃんのプライベートガチ彼は、寝取られ願望のあるNTR彼氏 友達に生でヤラせて自分もチ●コしゃぶらせる。（10月28日、マニア9）
- ふたりはライバル キャラかぶりJKの対抗心バリバリち○ぽ奪い合い逆3P学園生活（11月1日、MOODYZ）
- 思春期JKマ○コ カノジョ、ネトラセ。～俺のマンネリ解消法教えます～（11月13日、EROTICA）
- ご奉仕専用パイパンメイド（12月1日、ワンズファクトリー）
- しばられたい わたし、ただのオモチャで、いいんです。（12月2日、ドリームチケット）
- Wパイパン女子校生レズビアン 放課後百合クラブ（12月2日、h.m.p）
- 美人女将が心を込めたスペシャルテクニックで接待! 至れり尽くせりのスペシャル温泉旅館2!! （12月9日、BAZOOKA/ケイ・エム・プロデュース）
- 絶望エロス 小さな悪魔 誰もが私をそう呼ぶの（12月13日、絶望エロス/妄想族）
- 純白美少女の純情な欲情（12月13日、S-Cute）
- SODファン大感謝祭!賢者タイムなし!何発も発射できる猛者が神!射精無制限ぜつりんバスツアー 超人気女優16人 VS 一般募集素人ファンによる夢の大乱交!総勢19名一泊二日79発射!（12月22日、SODクリエイト）
- われら、ロリ帝国軍!「捕まえた敵兵を性奴隷にして真正中出しさせたゾ」編（12月22日、SODクリエイト）

2017年
- 男を凄まじい射精へ導くアイドルの有頂天オ○○ポご奉仕ごっくん（1月1日、h.m.p）
- アニメ声まみれ淫語SEXの世界（1月1日、MOODYZ）
- ロ○ータ中出し20連発（1月6日、アイエナジー）
- JKチアガール あず希（1月6日、クリスタル映像/e-kiss）
- 胸糞注意 気弱な僕に超可愛いコスプレ好きの彼女が出来たのですが先日それを隣り町のDQN鰐口先輩に見つかってしまって今度お前の彼女連れてこいやと言われて仕方なくDQNの溜まり場にコスプレ彼女を連れていった時の話です（1月6日、JET映像）
- SODファン感謝祭 裏ぜつりんバスツアー 脱落者救済 熱血SEX塾 発射できないダメち○ぽは私たちがお仕置きよ♥️（1月19日、SODクリエイト）
- ドSの蓮実クレアをドMのセックス・モンスターあず希が犯す。（1月20日、レズれ!）
- 完璧な性奴隷 8（1月27日、MAD）
- 大人なのに少女みたいな服着てるー!（1月27日、TMA）
- ノーカット撮影汗だく性交。美少女をオンナに変貌させる圧倒的快楽。（2月1日、TEPPAN）
- シン・肉便器これくしょん改 なかだしユニットバス監禁（2月10日、＆RiBbON）
- 家政婦呼んだらまさかのスク水ニーハイ姿のデカ尻娘が!ハミ出る尻肉! 足に張りつくニーハイに興奮した僕は我慢できず即ハメ生挿入! 膣奥に響く激ピストンで何度もイキまくり! 気持ち良過ぎて何度も中出し懇願!（2月10日、V&R PRODUCE）
- 女家庭教師と女子校生 親に隠れて密室で教え込まれた禁断の粘膜接触接吻レズ（2月16日、ヒビノ）
- スポコス レズビアン（3月24日、クリスタル映像/GESU）
- 誘惑パンチラ女子校生見せつけ挑発するスケベな甘えん坊（3月24日、ケイ・エム・プロデュース/宇宙企画）
- 神エクスタシー（3月24日、ケイ・エム・プロデュース/REAL）
- あず希 SPECIAL BEST 4時間（3月24日、TMA）※単体ベスト
- おじさんの汚れたベロで…私のおま○こ洗ってください（3月31日、ワープエンタテインメント）
- 真正レズビアン 優木涼香 AV debut 3rd ロリビアン姉妹に囚われて 教え子にレズ姦されて連続絶頂してしまう女家庭教師（4月6日、SODクリエイト）
- 妹の妄想とリアル 引きこもりの妹「あず希」が自筆の妄想エロマンガで発情!兄とのリアルSEXで後悔するほど感じてしまった件（4月13日、MARX）
- スターダスト！メルピュア！ ～星屑になった美少女戦士たち～（4月14日、GIGA）
- 家庭内で親には内緒で何度もハメまくる兄妹近親相姦映像（4月28日、青空ソフト）
- 同級生 あず希 マシンバイブ調教×催淫三角木馬×危険日中出し15連発 そのすべてで潮!潮!潮!（5月3日、アイエナジー）
- 【異常な同棲ごっこ】現在公開可能な情報 6 都内某女子大生 あず希 22歳（5月14日、アリスJAPAN）
- 朝から晩まで中出しセックス 26（5月18日、アイエナジー）
- 【素人ギャル個撮初ハメ撮り体験】アイドル声優志望（5月25日、シャーク）
- 神待ち家出少女を助けまくって10人の神様に君臨した僕（6月1日、MOODYZ）
- レズビアンメイドのいる可愛い女の子とヤリまくり パイパンロリメイド喫茶（6月7日、ビビアン）
- あず希 9時間 SPECIAL COLLECTION（6月9日、クリスタル映像/CRYSTAL EX）※単体ベスト
- パイパンアイドルいもうと中出し（7月4日、ケードライブ）
- 身長143cmミニロリ巨乳パイパン少女 あず希BEST（7月13日、EROTICA）※単体ベスト
- 「私、お薬飲みすぎて肉便器になりました…。」快楽中毒!…部屋でナマパコ調教!（7月19日、チキチキバーグ/妄想族）
- 秘密の夏休み 美少女接吻レズビアン（8月1日、ヒビノ）
- 篠宮ゆりが突然の卒業宣言!?ビビアンが誇る百合ドキュメンタリー マシュマロ3d+（8月7日、ビビアン）
- おち○ちんを褒めて励まし自信をつける最先端不妊治療クリニック（8月19日、ZUKKON/BAKKON）
- ワレメご奉仕パイパンメイドスペシャル（9月1日、ワンズファクトリー）※「AV OPEN 2017」乙女部門 エントリー作品
- 妄想アイテム究極進化シリーズ　ボディジャックミステリー 憑依人狼ゲーム なりすまし憑依されてるJKは誰だ!? 疑心暗鬼のスケベ女子校修学旅行編（9月7日、ROCKET）
- 美少女潜入捜査官VS極悪不良集団 完堕ちの淫獄（9月7日、Baby Entertainment）
- 高学歴巨乳家庭教師に媚薬入りのお茶を飲ませてみたら効果抜群! 触るだけで何度も絶頂するので中出ししてみたら涎をダラダラ垂らしながら悦んでくれた（9月7日、かぐや姫Pt/妄想族）
- イケメン嫌いなオタクの妻が、結局イケメンなフレンズたちに寝取られ中出しざんまい（9月19日、ミセスの素顔/エマニエル）
- 現役エロレイヤーあずきちゃん（9月26日、ケー・ドライブ）
- 衝撃! 異色肌ギャル（10月19日、ROCKET）※「azu」名義
- おじさん大好き (ハート) わたしとえっちなことしよ?（11月18日、MAGIC）
- JKまみれのなつやすみ 女の子どうしで撮影し合った中出し大乱交が流出!（11月21日、Mr.michiru）
- 空中洗脳!催眠ドローン OL編（12月21日、ROCKET）

2018年
- 熟女女優VS若手女優 バトルロワイアル 羽月希VSあず希（1月26日、MAX-A）
- 転校生 偽りの性欲的生活（3月1日、FAプロ）
- お嬢ちゃんのお股見せて あず希ちゃん (18) くぱぁ回数153回（3月20日、レイディックス）
- ヒロインクンニ地獄 美少女戦士チアナイツVS妖怪ナメンバ（3月23日、GIGA）
- おま○こ・アナル見せつけ挑発（4月13日、アロマ企画）
- これで貴方も女を絶対イカせるマン 3 ～超初級編!～（4月13日、MOODYZ）
- 完全主観 ディルド足コキ罵倒（5月5日、フリーダム）
- 美少女、学内標的。 レズビアンに狙われた女生徒。（5月7日、ビビアン）
- 何度イっても絶対止めない! 美少女追撃ピストン連続絶頂（7月27日、TMA）
- まるっと! あず希（9月1日、プラネットプラス）※単体ベスト

2019年
- 学生時代ってクラスメイトのパンチラ拝めたらサルのようにオナニーし続けたよな!?（1月25日、アロマ企画）

### アダルトVR
2016年
- アニメキャラみたいなロリ妹とのエロアニメのような神回（11月14日、カトリーヌ/CASANOVA）
- 僕だけの美少女メイド（12月15日、WAAPグループ VR）
- 女優5人ハーレムフェラ（12月16日、KMPVR）

2017年
- 先生の勃起チ●ポをペロペロしてあげる♥️（5月12日、KMPVR）
- お兄ちゃんのオチ●ポ、いっぱいコキコキしてあげるからザーメンたくさん出してね♥️（5月12日、KMPVR）
- 女子校生たちと教室でハーレム中出しSEX（5月29日、KMPVR）
- 中出しチアガール いーっぱい中で出してね!!（6月6日、KMPVR）
- あす希ちゃんとイチャイチャ中出しSEX（7月6日、KMPVR）
- 妹と内緒の中出しSEX（7月6日、KMPVR）
- 嫁の連れ子達はチ●ポが気になるお年頃（7月14日、ミッシェル/CASANOVA）
- 女子マネージャーのヤリ過ぎサポート!（7月14日、カトリーヌ/CASANOVA）
- 絶童（7月28日、ミッシェル/CASANOVA）
- 放課後の部室で彼女とイチャイチャしてたら担任教師に見つかってまさかの僕を取り合う3Pセックスに Hな担任教師と可愛い彼女（8月1日、TAMI）
- ロリ姉が童貞弟のために射精指導 2（8月11日、ミッシェル/CASANOVA）
- アナル丸見え超接近VRシックスナイン（8月25日、TAMI）
- 友だちが部屋にいるのにお構いなく犯してくる僕の事が大好きな彼女との赤面密着セックス（8月26日、TAMI）
- 淫らになる媚薬で、ヨダレが垂れるほど超敏感イキする、美少女メイド オナニーを見せつけてイキまくり、ガマンできずにチ○ポにまで手が伸びて…（12月22日、SODVR）

2018年
- エロメイドのWご奉仕中出しSEX（2月24日、AVVR）
- 間違えて入った女子トイレで密着SEX（4月26日、アロマ企画）
- ロ○っ娘スケスケブルマソープin高級NN店（4月27日、AVVR）
- ツインテで巨乳な可愛い妹がメイド服で誘惑挑発（5月29日、MAXING・VR）
- VR顔騎（6月15日、ガン見隊）
- とある嘘のような本当の話で個人コスプレ撮影会中に二人っきりの状況レイヤーさんがで「おっぱいしか撮ってないでしょ?」とちょっと気まずい雰囲気になりかけたけど、そのままSEXの誘いを受けて生中出しまでしちゃいました。。。（6月19日、AVVR）
- VR ツイ☆ター（7月15日、ガン見隊）

### イメージDVD
- Aphrodite あず希（2018年3月16日、ファインピクチャーズ）※Blu-ray版同時発売

## 執筆

### 漫画
- 「あずまん」（2017年2月9日 – 10月3日、DMMニュースR18）[4]

### コラム
- 「あず希の二次元では当たり前」（2017年04月19日[5] - 9月27日[6]、東京スポーツ）

## 出演

### テレビ
- 阿部乃ちゃんねる（2017年1月3日、エンタ!959）
- ビ〜チ9 （2017年5月、テレビ埼玉） - マンスリーゲスト

### 映画
- マジカル・セックス 淫ら姫の冒険（2018年5月、OP PICTURES） - 麻家井鈴子 役[7]
- マジカル・ミチコ（2018年、OP PICTURES） - 麻家井鈴子 役※『マジカル・セックス 淫ら姫の冒険』の一般公開用編集作品[8]